# 2. česká hokejová liga 2015/2016
Sezóna 2015/16 byla 23. ročníkem 2. české hokejové ligy. Z první ligy sestoupilo do soutěže družstvo BK Havlíčkův Brod, z krajských přeborů postoupily celky IHC Písek a HC Kopřivnice.

## Systém soutěže
30 účastníků bylo rozděleno do dvou skupin: 18 ve skupině Západ a 12 ve skupině Východ.

### Západ
V základní části se všech 18 týmů střetlo dvoukolově každý s každým (34 utkání). Týmy na 1. až 6. místě postoupily do play-off, týmy na 7. až 10. místě do předkola play-off a týmy na 11. až 18. místě do play-out. V předkole se týmy utkaly v sérii na dvě vítězná utkání, v každém kole play-off a play-out v sérii na tři vítězná utkání. Vítězové semifinále play-off postoupili do kvalifikace o 1. ligu. Play-out se mělo hrát podobně jako play-off na tři kola. Rozdílem je, že pro vítězné týmy sezona měla končit a poražení sestupovali do dalšího kola. Poražený z třetího kola měl sestoupit pro příští rok do příslušné krajské soutěže.

### Východ
V základní části se všech 12 týmů střetlo čtyřkolově každý s každým (44 utkání). Týmy na 1. až 8. místě postoupily do play-off a týmy na 9. až 12. místě měly hrát play-out. V každém kole play-off a play-out se týmy utkaly v sérii na tři vítězná utkání. Vítěz finále play-off postoupil do kvalifikace o 1. ligu. Play-out se mělo hrát stejným systémem jako ve skupině západ, ale jen na dvě kola. Poražený z druhého kola měl sestoupit pro příští rok do příslušné krajské soutěže.
Po odehrání základní části rozhodl výkonný výbor ČSLH pro druhou ligu o reorganizaci a rozšíření soutěže od ročníku 2016/2017. Z tohoto důvodu bylo zrušeno play out a nakonec nikdo nesestoupil.

## Západ

### Základní část
| Vysvětlivka                 |
| --------------------------- |
| Postup do Play-off          |
| Postup do předkola Play-off |

| Poř. | Tým                          | Z  | V  | VP | PP | P  | VG  | OG  | B   |
| ---- | ---------------------------- | -- | -- | -- | -- | -- | --- | --- | --- |
| 1.   | SC Kolín                     | 34 | 26 | 1  | 0  | 7  | 139 | 80  | 80  |
| 2.   | HC Tábor                     | 34 | 23 | 2  | 2  | 7  | 173 | 80  | 75  |
| 3.   | HC Stadion Vrchlabí          | 34 | 19 | 3  | 4  | 8  | 141 | 114 | 67  |
| 4.   | HC Klatovy                   | 34 | 20 | 3  | 1  | 10 | 165 | 115 | 67  |
| 5.   | HC Kobra Praha               | 34 | 21 | 2  | 0  | 11 | 161 | 115 | 67  |
| 6.   | HC Vlci Jablonec nad Nisou   | 34 | 20 | 3  | 0  | 11 | 143 | 100 | 66  |
| 7.   | BK Havlíčkův Brod            | 34 | 18 | 2  | 1  | 13 | 131 | 111 | 59  |
| 8.   | NED Hockey Nymburk           | 34 | 17 | 2  | 1  | 14 | 121 | 102 | 56  |
| 9.   | SKLH Žďár nad Sázavou        | 34 | 15 | 3  | 4  | 12 | 149 | 116 | 55  |
| 10.  | IHC Písek                    | 34 | 15 | 1  | 3  | 15 | 143 | 132 | 50  |
| 11.  | HC BAK Trutnov               | 34 | 13 | 2  | 3  | 16 | 108 | 117 | 46  |
| 12.  | HC Řisuty                    | 34 | 11 | 3  | 4  | 16 | 122 | 139 | 43  |
| 13.  | HC Lední Medvědi Pelhřimov   | 34 | 12 | 2  | 1  | 19 | 114 | 160 | 41* |
| 14.  | HC Klášterec nad Ohří        | 34 | 10 | 3  | 2  | 19 | 124 | 170 | 38  |
| 15.  | HC Baník Sokolov             | 34 | 8  | 4  | 4  | 18 | 116 | 157 | 36  |
| 16.  | HC Děčín                     | 34 | 8  | 2  | 4  | 20 | 122 | 179 | 32  |
| 17.  | HC Draci Bílina              | 34 | 7  | 3  | 4  | 20 | 109 | 167 | 31  |
| 18.  | KLH Vajgar Jindřichův Hradec | 34 | 2  | 0  | 3  | 29 | 88  | 215 | 9   |

- Mužstvo HC Lední Medvědi Pelhřimov bylo na konci základní části postiženo epidemií příušnic, a z důvodu nemožnosti sehrání zápasů v náhradním termínu bylo celkem 6 zápasů kontumováno v neprospěch Pelhřimova.

### Play off

#### Předkolo

##### Havlíčkův Brod (7.) - Písek (10.)
- BK Havlíčkův Brod - IHC Písek 6:3 (2:0, 3:1, 1:2)
- IHC Písek - BK Havlíčkův Brod 4:5 po prodloužení (1:3, 1:0, 2:1 – 0:1)
- Konečný stav série 2:0 na zápasy pro BK Havlíčkův Brod

##### Nymburk (8.) - Žďár nad Sázavou (9.)
- NED Hockey Nymburk - SKLH Žďár nad Sázavou 3:2 (0:0, 1:1, 2:1)
- SKLH Žďár nad Sázavou - NED Hockey Nymburk 4:3 po prodloužení (1:0, 2:2, 0:1 – 1:0)
- NED Hockey Nymburk - SKLH Žďár nad Sázavou 1:5 (1:1, 0:2, 0:2)
- Stav série 1:2 na zápasy pro SKLH Žďár nad Sázavou

#### Čtvrtfinále

##### Kolín (1.) - Žďár nad Sázavou (9.)
- SC Kolín - SKLH Žďár nad Sázavou 1:2 (0:2, 1:0, 0:0)
- SKLH Žďár nad Sázavou - SC Kolín 2:9 (1:3, 1:5, 0:1)
- SC Kolín - SKLH Žďár nad Sázavou 2:1sn (0:1, 1:0, 0:0 – 0:0)
- SKLH Žďár nad Sázavou - SC Kolín 1:0 (1:0, 0:0, 0:0)
- SC Kolín - SKLH Žďár nad Sázavou 2:3 (0:2, 0:1, 2:0)
- Stav série 2:3 na zápasy pro SKLH Žďár nad Sázavou

##### Tábor (2.) - Havlíčkův Brod (7.)
- HC Tábor - BK Havlíčkův Brod 4:3 po nájezdech (1:2, 1:1, 1:0 - 0:0)
- BK Havlíčkův Brod - HC Tábor 8:1 (4:0, 2:0, 2:1)
- HC Tábor - BK Havlíčkův Brod 6:3 (3:0, 1:0, 2:3)
- BK Havlíčkův Brod - HC Tábor 2:6 (1:1, 1:1, 0:4)
- Konečný stav série 3:1 na zápasy pro HC Tábor

##### Vrchlabí (3.) - Jablonec nad Nisou (6.)
- HC Stadion Vrchlabí - HC Vlci Jablonec nad Nisou 3:0 (0:0, 1:0, 2:0)
- HC Vlci Jablonec nad Nisou - HC Stadion Vrchlabí 6:1 (0:0, 4:0, 2:1)
- HC Stadion Vrchlabí - HC Vlci Jablonec nad Nisou 2:4 (0:0, 1:1, 1:3)
- HC Vlci Jablonec nad Nisou - HC Stadion Vrchlabí 6:4 (4:1, 1:2, 1:1)
- Konečný stav série 1:3 na zápasy pro HC Vlci Jablonec nad Nisou

##### Klatovy (4.) - Kobra Praha (5.)
- HC Klatovy - HC Kobra Praha 2:3 (2:0, 0:2, 0:1)
- HC Kobra Praha - HC Klatovy 5:4 po prodloužení (3:0, 1:0, 0:4 – 1:0)
- HC Klatovy - HC Kobra Praha 7:3 (2:1, 3:1, 2:1)
- HC Kobra Praha - HC Klatovy 6:0 (2:0, 2:0, 2:0)
- Konečný stav série 1:3 na zápasy pro HC Kobra Praha

#### Semifinále

##### Tábor (2.) - Žďár nad Sázavou (9.)
- HC Tábor - SKLH Žďár nad Sázavou 6:2 (4:0, 1:1, 1:1)
- SKLH Žďár nad Sázavou - HC Tábor 5:1 (0:1, 3:0, 2:0)
- HC Tábor - SKLH Žďár nad Sázavou 4:0 (1:0, 1:0, 2:0)
- SKLH Žďár nad Sázavou - HC Tábor 2:5 (1:3, 0:1, 1:1)
- Konečný stav série 3:1 na zápasy pro HC Tábor, který tak postoupil do kvalifikace o 1. ligu.

##### Kobra Praha (5.) - Jablonec nad Nisou (6.)
- HC Kobra Praha - HC Vlci Jablonec nad Nisou 5:4 (2:1, 2:3, 1:0)
- HC Vlci Jablonec nad Nisou - HC Kobra Praha 4:2 (2:1, 1:1, 1:0)
- HC Kobra Praha - HC Vlci Jablonec nad Nisou 3:4 PP (3:0, 0:0, 0:3 - 0:1)
- HC Vlci Jablonec nad Nisou - HC Kobra Praha 2:3 PP (0:0, 1:1, 1:1 - 0:1)
- HC Kobra Praha - HC Vlci Jablonec nad Nisou 4:9 (0:3, 0:2, 4:4)
- Konečný stav série 2:3 na zápasy pro HC Vlci Jablonec nad Nisou, který tak postoupil do kvalifikace o 1. ligu.

## Východ
- Moravskoslezský kraj: HC Frýdek-Místek, HC Nový Jičín, SK Karviná, HC RT Torax Poruba, HC Slezan Opava, HC Kopřivnice
- Zlínský kraj: HC Bobři Valašské Meziříčí, VHK Vsetín
- Kraj Vysočina: HC Moravské Budějovice 2005
- Jihomoravský kraj: HC Lvi Břeclav, SHK Hodonín, HC Technika Brno

### Základní část
| Vysvětlivka        |
| ------------------ |
| Postup do Play-off |

| Poř. | Tým                         | Z  | V  | VP | PP | P  | VG  | OG  | B   |
| ---- | --------------------------- | -- | -- | -- | -- | -- | --- | --- | --- |
| 1.   | HC Frýdek-Místek            | 44 | 38 | 2  | 1  | 3  | 239 | 75  | 119 |
| 2.   | VHK Vsetín                  | 44 | 29 | 1  | 5  | 9  | 211 | 115 | 94  |
| 3.   | HC Technika Brno            | 44 | 22 | 8  | 4  | 10 | 132 | 113 | 86  |
| 4.   | HC RT Torax Poruba          | 44 | 21 | 7  | 3  | 13 | 196 | 141 | 80  |
| 5.   | SHK Hodonín                 | 44 | 21 | 4  | 4  | 15 | 166 | 139 | 75  |
| 6.   | HC Moravské Budějovice 2005 | 44 | 19 | 3  | 2  | 20 | 182 | 170 | 65  |
| 7.   | HK Nový Jičín               | 44 | 16 | 5  | 4  | 19 | 152 | 161 | 52  |
| 8.   | HC Kopřivnice               | 44 | 14 | 3  | 5  | 22 | 151 | 178 | 53  |
| 9.   | HC Slezan Opava             | 44 | 12 | 4  | 7  | 21 | 132 | 174 | 51  |
| 10.  | HC Lvi Břeclav              | 44 | 11 | 5  | 4  | 24 | 113 | 180 | 47  |
| 11.  | HC Bobři Valašské Meziříčí  | 44 | 8  | 2  | 3  | 31 | 105 | 222 | 31  |
| 12.  | SK Karviná                  | 44 | 5  | 4  | 6  | 29 | 108 | 219 | 29  |

### Play off

#### Čtvrtfinále

##### Frýdek-Místek (1.) - Kopřivnice (8.)
- HC Frýdek-Místek - HC Kopřivnice 7:3 (2:0, 2:1, 3:2)
- HC Kopřivnice - HC Frýdek-Místek 0:4 (0:1, 0:2, 0:1)
- HC Frýdek-Místek - HC Kopřivnice 4:1 (3:1, 1:0, 0:0)
- Konečný stav série 3:0 na zápasy pro HC Frýdek-Místek

##### Vsetín (2.) - Nový Jičín (7.)
- VHK Vsetín - HK Nový Jičín 7:1 (2:1, 2:0, 3:0)
- HK Nový Jičín - VHK Vsetín 2:5 (0:2, 1:1, 1:2)
- VHK Vsetín - HK Nový Jičín 3:0 (1:0, 0:0, 2:0)
- Konečný stav série 3:0 na zápasy pro VHK Vsetín

##### Technika Brno (3.) - Moravské Budějovice (6.)
- HC Technika Brno - HC Moravské Budějovice 2005 2:7 (0:1, 2:2, 0:4)
- HC Moravské Budějovice 2005 - HC Technika Brno 3:6 (2:2, 1:1, 0:3)
- HC Technika Brno - HC Moravské Budějovice 2005 5:1 (2:0, 1:1, 2:0)
- HC Moravské Budějovice 2005 - HC Technika Brno 2:7 (0:2, 1:2, 1:3)
- Konečný stav série 3:1 na zápasy pro HC Technika Brno

##### Poruba (4.) - Hodonín (5.)
- HC RT Torax Poruba - SHK Hodonín 6:4 (1:2, 2:0, 3:2)
- SHK Hodonín - HC RT Torax Poruba 4:3 po prodloužení (1:2, 1:1, 1:0 – 1:0)
- HC RT Torax Poruba - SHK Hodonín 7:5 (2:1, 3:3, 2:1)
- SHK Hodonín - HC RT Torax Poruba 5:4 po samostatných nájezdech (1:2, 1:2, 2:0 - 0:0)
- HC RT Torax Poruba - SHK Hodonín 8:4 (1:2, 4:2, 3:0)
- Konečný stav série 3:2 na zápasy pro HC RT Torax Poruba

#### Semifinále

##### Frýdek-Místek (1.) - Poruba (4.)
- HC Frýdek-Místek - HC RT Torax Poruba 5:0 (0:0, 3:0, 2:0)
- HC RT Torax Poruba - HC Frýdek-Místek 2:6 (1:2, 0:0, 1:4)
- HC Frýdek-Místek - HC RT Torax Poruba 5:2 (1:2, 2:0, 2:0)
- Konečný stav série 3:0 na zápasy pro HC Frýdek-Místek

##### Vsetín (2.) - Technika Brno (3.)
- VHK Vsetín - HC Technika Brno 3:2 (0:0, 3:2, 0:0)
- HC Technika Brno - VHK Vsetín 0:3 (0:2, 0:0, 0:1)
- VHK Vsetín - HC Technika Brno 3:4 po samostatných nájezdech (2:1, 1:2, 0:0 - 0:0)
- HC Technika Brno - VHK Vsetín 2:3 po samostatných nájezdech (0:1, 1:0, 1:1 - 0:0)
- Konečný stav série 3:1 na zápasy pro VHK Vsetín

#### Finále

##### Frýdek-Místek (1.) - Vsetín (2.)
- HC Frýdek-Místek - VHK Vsetín 6:3 (0:1, 2:0, 4:2)
- VHK Vsetín - HC Frýdek-Místek 4:1 (1:0, 2:1, 1:0)
- HC Frýdek-Místek - VHK Vsetín 1:3 (0:1, 0:0, 1:2)
- VHK Vsetín - HC Frýdek-Místek 2:6 (0:5, 2:0, 0:1)
- HC Frýdek-Místek - VHK Vsetín 2:1 (1:0, 1:0, 0:1)
- Konečný stav série 3:2 na zápasy pro HC Frýdek-Místek, který tak postoupil do kvalifikace o 1. ligu.

## Kvalifikace o postup do 2. ligy
- Přeborníci Plzeňského a Pardubického krajského přeboru se vzdali účasti. Na Vysočině a v Olomouckém kraji se nejvyšší krajské soutěže neorganizovaly.

V každé ze skupin se utkal dvoukolově každý s každým (doma a venku). Vítěz skupiny A se následně s vítězem skupiny B utkal o místenku v dalším ročníku 2. ligy. Tam postoupil také vítěz skupiny C. Kvalifikace se hrála dle norem pro 2. ligu.

### Účastníci
- HC Stadion Cheb (přeborník Karlovarského krajského přeboru)
- HC Letci Letňany (přeborník Pražského přeboru)
- HC Slovan Louny (finalista Ústeckého krajského přeboru)
- HC Junior Mělník (přeborník Středočeského krajského přeboru)
- HC Lomnice nad Popelkou (přeborník Libereckého krajského přeboru)
- HC David Servis České Budějovice (přeborník Jihočeského krajského přeboru)
- HC Tambor Dvůr Králové nad Labem (přeborník Královéhradeckého krajského přeboru)
- HC Orlová (přeborník Moravskoslezského krajského přeboru)
- HHK Velké Meziříčí (přeborník společného Zlínského a Jihomoravského krajského přeboru)

### Kvalifikace A

#### Skupina A
| Poř. | Tým                              | Z | V | VP | PP | P | VG | OG | B  |
| ---- | -------------------------------- | - | - | -- | -- | - | -- | -- | -- |
| 1.   | HC David Servis České Budějovice | 4 | 4 | 0  | 0  | 0 | 25 | 10 | 12 |
| 2.   | HC Letci Letňany                 | 4 | 2 | 0  | 0  | 2 | 19 | 23 | 6  |
| 3.   | HC Slovan Louny                  | 4 | 0 | 0  | 0  | 4 | 17 | 28 | 0  |

- HC David Servis České Budějovice postoupil do souboje o postup proti vítězi skupiny B.

- 11. března:
  - HC David Servis České Budějovice - HC Letci Letňany 5:1 (2:0, 3:1, 0:0)

- 13. března:
  - HC Slovan Louny - HC David Servis České Budějovice 1:6 (1:2, 0:1, 0:3)

- 18. března:
  - HC Letci Letňany - HC Slovan Louny 7:6 (4:0, 1:0, 2:6)

- 20. března:
  - HC Letci Letňany - HC David Servis České Budějovice 4:6 (0:0, 1:2, 3:4)

- 25. března:
  - HC David Servis České Budějovice - HC Slovan Louny 8:4 (2:1, 4:2, 2:2)

- 27. března:
  - HC Slovan Louny - HC Letci Letňany 6:7 (3:3, 0:1, 3:3)

#### Skupina B
| Poř. | Tým                              | Z | V | VP | PP | P | VG | OG | B  |
| ---- | -------------------------------- | - | - | -- | -- | - | -- | -- | -- |
| 1.   | HC Junior Mělník                 | 6 | 4 | 0  | 0  | 2 | 23 | 11 | 12 |
| 2.   | HC Tambor Dvůr Králové nad Labem | 6 | 4 | 0  | 0  | 2 | 29 | 25 | 12 |
| 3.   | HC Lomnice nad Popelkou          | 6 | 3 | 1  | 0  | 2 | 31 | 28 | 11 |
| 4.   | HC Stadion Cheb                  | 6 | 0 | 0  | 1  | 5 | 23 | 42 | 1  |

- HC Junior Mělník postoupil do souboje o postup proti vítězi skupiny A. Vzhledem ke stejné bilanci vzájemných zápasů s Dvorem Králové nad Labem (na body 3:3, na skóre 5:5), rozhodlo o prvním místě Mělníka celkové skóre.

- 11. března:
  - HC Junior Mělník - HC Tambor Dvůr Králové nad Labem 2:4 (1:1, 1:1, 0:2)
  - HC Stadion Cheb - HC Lomnice nad Popelkou 6:7 po prodloužení (3:1, 2:4, 1:1 - 0:1)

- 13. března:
  - HC Stadion Cheb - HC Junior Mělník 0:8 (0:2, 0:0, 0:6)
  - HC Lomnice nad Popelkou - HC Tambor Dvůr Králové nad Labem 2:5 (1:2, 0:2, 1:1)

- 18. března:
  - HC Tambor Dvůr Králové nad Labem - HC Stadion Cheb 7:5 (1:3, 3:0, 3:2)
  - HC Junior Mělník - HC Lomnice nad Popelkou 4:5 (3:1, 1:3, 0:1)

- 20. března:
  - HC Tambor Dvůr Králové nad Labem - HC Junior Mělník 1:3 (0:0, 0:1, 1:2)
  - HC Lomnice nad Popelkou - HC Stadion Cheb 10:5 (3:1, 3:3, 4:1)

- 25. března:
  - HC Junior Mělník - HC Stadion Cheb 2:0 (1:0, 0:0, 1:0)
  - HC Tambor Dvůr Králové nad Labem - HC Lomnice nad Popelkou 4:6 (3:2, 1:2, 0:2)

- 27. března:
  - HC Stadion Cheb - HC Tambor Dvůr Králové nad Labem 7:8 (1:1, 1:2, 5:5)
  - HC Lomnice nad Popelkou - HC Junior Mělník 1:4 (0:1, 1:2, 0:1)

#### O postup
- 1. dubna:
  - HC David Servis České Budějovice - HC Junior Mělník 4:2 (2:1, 1:0, 1:1)

- 3. dubna:
  - HC Junior Mělník - HC David Servis České Budějovice 4:4 (1:1, 2:2, 1:1)

Tým HC David Servis České Budějovice postoupil do druhé ligy, když celkově zvítězil 3:1 na body.

### Kvalifikace B

#### Skupina C
- 26. března:
  - HHK Velké Meziříčí - HC Orlová 6:4 (3:2, 1:1, 2:1)

- 3. dubna:
  - HC Orlová - HHK Velké Meziříčí 3:3 (1:1, 1:2, 1:0)

Tým HHK Velké Meziříčí postoupil do druhé ligy, když celkově zvítězil 3:1 na body.